# 起义门

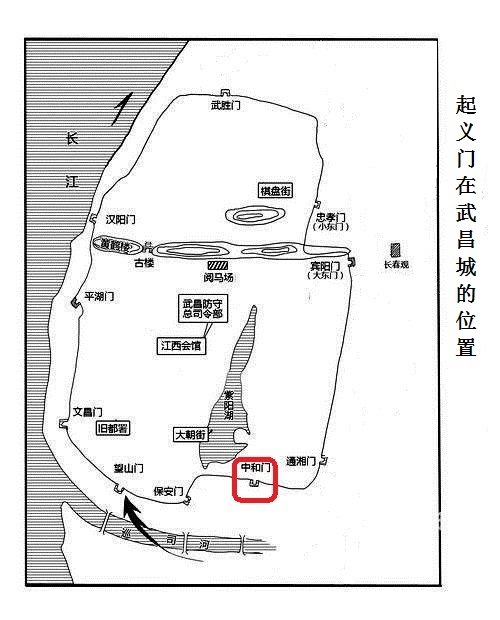
起义门的位置

起义门原称中和门，位于湖北省武汉市武昌区首义路与津水路交汇处，因在1911年见证了其脚下打响了辛亥革命的武昌起义第一枪而蜚声中外。2011年正值辛亥革命100周年纪念，武汉市人民政府斥巨资将起义门修葺一新，同时增加辛亥革命碑林、风雨长廊、楚望亭、首义烽火石刻等景点，扩大为红色旅游景区。

## 历史沿革

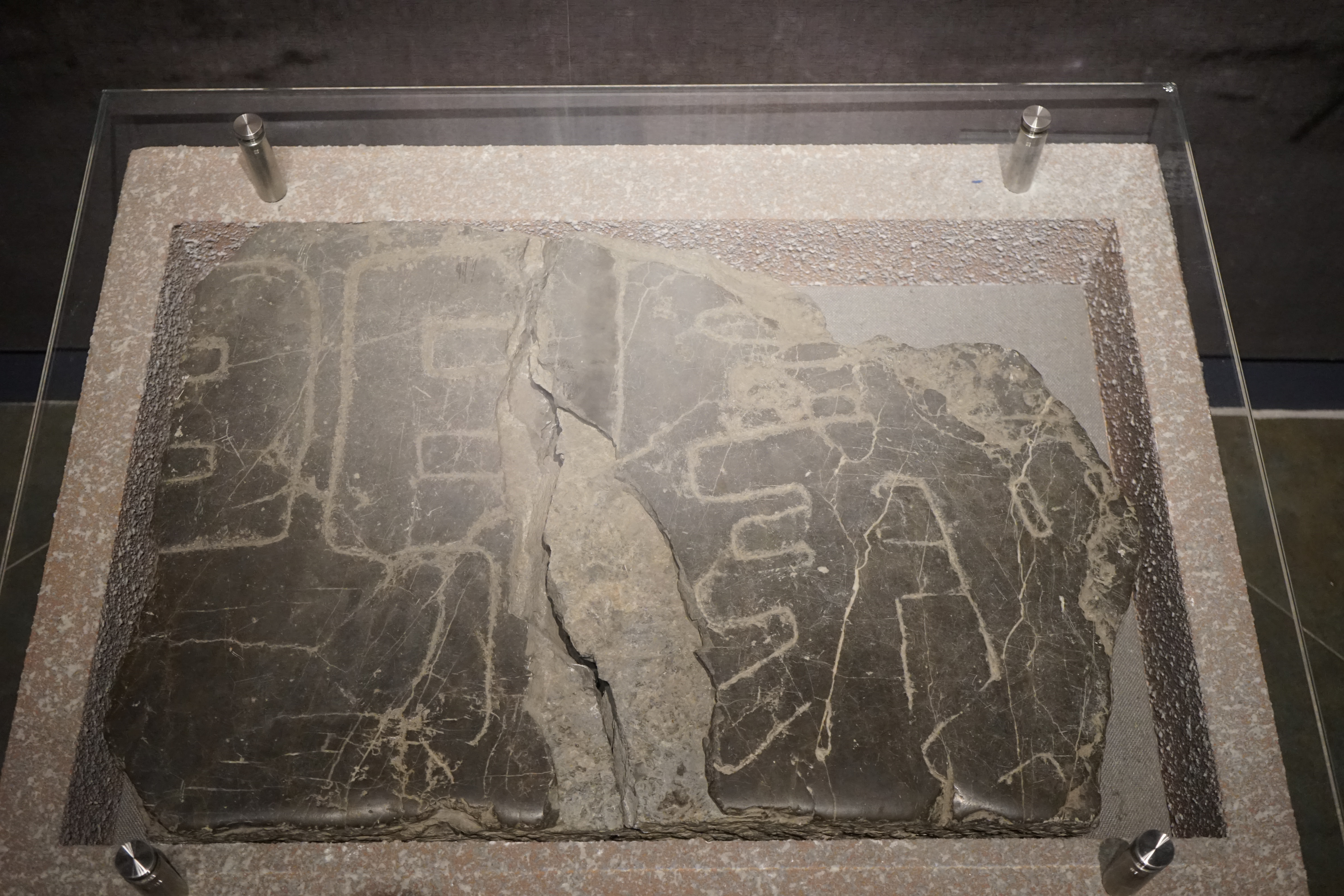
当年镶嵌在起义门城楼上方的石额（残缺）

中和门（现起义门），是武昌城九座城门之一。自公元223年孙权开始修建武昌城始，到清末武昌城已形成了拥有大东门（宾阳门，位于今大东门立交桥附近）；小东门（忠孝门，位于大东门以北几百米处｝；武胜门（位于今得胜桥街口附近）；汉阳门（位于今曾家巷附近）；平湖门（位于平湖门水厂附近）；文昌门（今武船北门所在地）；望山门（今武船东门）；保安门（位于今保安街）；中和门（即今起义门所在地）的城墙体系。1911年湖北新军工程营士兵熊秉坤打响了辛亥革命第一枪。1926年9月，国民政府组织的北伐兵临武昌城下，由于城墙防卫坚固，久攻不下；北伐军胜利后，将城垣拆除，武昌城被毁，因纪念武昌起义，仅余下中和门。解放后，中和门历经战火几近塌弛。1981年，城楼在原址修复，叶剑英元帅题写了“起义门”匾额。2011年武汉市人民政府斥资将起义门修茸一新，以弘扬“辛亥精神”。

## 辛亥烽火
1911年10月10日夜，湖北新军工程营士兵熊秉坤在其驻地（武昌城南中和门附近）击毙了前来阻挠的清军军官，带领群龙无首的新军士兵冲入楚望台军械库，在获得武装后攻破中和门、进入武昌。进而拉开了武昌起义、辛亥革命的帷幕。

## 引用
1. ↑  《武昌起义门下月7日开放(图) （页面存档备份，存于）》 长江商报2011年09月21日
2. ↑  《起义门 （页面存档备份，存于）》 新华网湖北频道2011年01月04日
3. ↑  《武昌起义门6月修缮完工迎接辛亥革命100周年 （页面存档备份，存于）》 中国新闻网2011年05月16日